# فرودگاه بنتیو
فرودگاه بنتیو (به انگلیسی: Bentiu Airport) یک فرودگاه همگانی، غیرنظامی است که یک باند فرود سنگفرش دارد. این فرودگاه در شهر بنتیو کشور سودان جنوبی قرار دارد و در ارتفاع ۴۰۰ متری از سطح دریا واقع شده‌است.